# Constantino de Menelau
Constantino de Menelau foi nomeado 10.º Governador do Rio de Janeiro.
Diz Vivaldo Coaracy em sua obra «O Rio de Janeiro no século XVII» que «os desmandos de Afonso de Albuquerque», o governador anterior, «haviam atingido as proporções de verdadeiros desatinos. Arbitrário, invadia atribuições que não lhe pertenciam, assumindo poderes dos magistrados e da Câmara e, quando era contestada a sua competência ou autoridade, respondia com a violência.» Em 1613 era tal a amotinação da população, envolvendo o governador Afonso de Albuquerque, o desembargador Manuel Jácome Bravo (enviado da Bahia para averiguar), e o prelado da cidade, Mateus da Costa Aborim, que «os oficiais da Câmara do Rio representaram às três autoridades». Os fatos chegaram a Lisboa e «a isto se deve a imediata nomeação de Constantino de Menelau», que assumiu o governo a 21 de dezembro.
Menelau, segundo Coaracy, iniciou o seu governo por uma série de providências administrativas que desafogaram a população da opressão. Foi um ano de intensa atividade administrativa. Deve-se-lhe a introdução no Rio de Janeiro da prática de correr legalmente o açúcar por moeda, que vigorou durante muitos anos, sendo com o produto pagos também os impostos devidos à Fazenda Real. Não era uso incomum, pois no mesmo século na Virgínia, hoje nos Estados Unidos, o tabaco fazia as vezes de dinheiro e na Carolina do Sul o arroz.
Menelau promoveu a reinstalação do ouvidor Gonçalo Homem e fundou um forte (o de Santo Inácio) e uma povoação em Cabo Frio, colocada sob a invocação de Santa Helena, pois ali os franceses persistiam em manter comércio de pau-brasil e de outros produtos da terra com os indígenas. Como não eram suficientes os habitantes do Rio de Janeiro para povoar a terra, conseguiu Menelau para isso a vinda de índios do Espírito Santo e o nome do povoado foi trocado em 1616 para Assunção de Cabo Frio. 
Durante a gestão de Constantino de Menelau foi feito o primeiro calçamento urbano no Rio de Janeiro, na Ladeira da Sé, já desaparecida, e no largo diante da matriz, no alto do Morro do Castelo.
Menelau foi substituído por Rui Vaz Pinto, nomeado por provisão de 13 de julho de 1616, o qual tomou posse em 1617. Seu governo, «em contraste flagrante com o do seu antecessor, se caracterizou pelas arbitrariedades que praticou e pela agitação que promoveu».